# Luttes en Italie
Pour plus de détails, voir Fiche technique et Distribution.
Luttes en Italie (Lotte in Italia) est un film d'une heure, réalisé par le groupe Dziga Vertov (Jean-Luc Godard, Jean-Pierre Gorin…), tourné en décembre 1969, principalement à Paris. Produit pour la télévision italienne (RAI) le film livré sera refusé par celle-ci.

## Synopsis
Dans les quatre parties qui composent le film, Paola Taviani, jeune militante d'un mouvement politique extra-parlementaire, retrace les étapes de sa transformation.
Dans la première phase, les différents moments de son existence (vie familiale, études, relations sociales de consommation, militantisme politique) sont vécus par elle de manière atomisée. Sur le plan iconographique, cette fragmentation de sa perception de la réalité est représentée par l'utilisation de cadres entièrement noirs pour séparer les différents épisodes du récit : discussions avec son père, cours de physique à un étudiant qui travaille, achat d'une robe, distribution de prospectus suivie d'une arrestation.
Au début de la deuxième partie, en se regardant dans un miroir, elle démasque la fausseté de cette image kaléidoscopique d'elle-même. Elle ne peut démasquer cette fausseté qu'après avoir fait certains choix : travailler dans une usine, la décision de construire un couple révolutionnaire avec son petit ami, le dépassement de la relation émotionnelle individualiste précédente. La nouvelle pratique lui permet d'identifier l'élément idéologique (au sens marxien, donc négatif, du terme) de sa perception fragmentée antérieure de sa propre existence, sa fonctionnalité dans la reproduction des conditions d'existence du capitalisme. Les espaces noirs sont remplacés par des images en couleur avec les mots « Lutte des classes ».
Poursuivant le voyage d'une nouvelle pratique à une nouvelle théorie, Paola identifie l'élément politique, et plus précisément la domination capitaliste, comme l'élément unificateur des différentes sphères d'existence. La conscience qu'elle a acquise de la prévalence des rapports sociaux de production se traduit visuellement par la superposition d'images d'ouvriers, d'usines, de travail sur les plans fixes précédents.
Et de retour à la praxis : Paola utilise l'instrument de la télévision en participant à une émission sur une chaîne de la Rai pour dénoncer depuis l'écran la mystification d'une émission apparemment tolérante et libérale. Elle dénonce notamment la responsabilité du système de communication, en tant qu'appareil idéologique du système bourgeois, dans la création d'une représentation de la culture comme une sphère autonome et indépendante, détachée des processus matériels de production.

## Fiche technique
- Titre français : Luttes en Italie
- Titre original : Lotte in Italia
- Réalisation : Groupe Dziga Vertov
- Scénario : Jean-Luc Godard, Jean-Pierre Gorin, Groupe Dziga Vertov
- Montage : Groupe Dziga Vertov, Jean-Luc Godard et Jean-Pierre Gorin
- Société de production : Cosmoseion, Rai et Anouchka Films
- Pays :  Italie et  France
- Genre : Film politique expérimental
- Durée : 62 minutes
- Dates de sortie : 
  - Allemagne de l'Ouest : 27 février 1971 (passage télévisé)
  - Italie : 29 avril 1971

## Distribution
- Cristiana Tullio Altan : Paola Taviani
- Anne Wiazemsky : assistante commerciale
- Jérôme Hinstin : le petit ami de Paola
- Paolo Pozzesi

## Production
Le Groupe Dziga Vertov trouve son origine dans la rencontre entre Jean-Luc Godard, un cinéaste qui s'interroge sur son propre rôle et envisage de se tourner vers l'action politique, et Jean-Pierre Gorin, un militant politique, intéressé par le langage du cinéma. Luttes en Italie en vient à représenter « la manifestation la plus aboutie » de la rencontre entre ces deux besoins : être « une expression du militantisme » et en même temps agir sur le plan linguistique.
D'une part, en l'absence de sujet et de personnages, le rôle d'auteur se dissout dans la discipline totalisante de l'économie politique, dans « l'appel à la lutte ».
D'autre part, cela se fait dans une démarche dialectique, qui oppose continuellement « une image à une autre image, un son à un autre son ». Au cœur du film, cependant, se trouve une sombre prise de conscience, exposée par la voix off :

« Alors que tu croyais te rapprocher des masses, tu t’éloignes d’elles. »

Il s'agit de la contradiction entre l'activité militante d'une jeune femme convaincue d'être une révolutionnaire et ce qui persiste en elle d'idéologie bourgeoise.
Le film est né en décembre 1969 d'une association entre la Rai et la petite société de production Cosmoseion, qui s'est associée à la société Anouchka Films de Godard. Un budget total de 74 000 francs français était disponible. Hormis quelques extérieurs tournés dans la banlieue de Milan qui ont nécessité une journée de travail fin décembre, tout le tournage s'est déroulé dans l'appartement de Godard et Wiazemsky à Paris ; l'usine textile qui apparaît dans certaines scènes appartient à Jean-Pierre Bamberger, ami de Godard, et est située à Roubaix : ni Godard ni Gorin ne se sont rendus en Italie pour le tournage.
Le projet de base est écrit par Jean-Pierre Gorin et le « scénario » se limite à une dizaine de phrases de sa main :

« Paola arrive en retard au repas.

Paola soigne sa mère.

Paola se dispute la salle de bains avec son frère.

Paola engueule la femme de chambre.

Paola parle du loyer avec son amoureux, puis ils font l’amour.

Paola décline ses nom et prénom au flic qui l'arrête pour avoir distribué un tract.

Paola au restaurant universitaire.

Paola passe ses examens.

L’ouvrier pose une question sur les masses. Paola écoute au lieu de le réprimander.

Paola lui explique la masse critique. »

Gorin conçoit le projet de Luttes en Italie comme « un jeu de cartes révolutionnaire » basé sur le cadre théorique des textes du philosophe marxiste Louis Althusser, qui, assistant à une projection du film, aurait pleuré de joie.